# Sebastiano Galeati
Sebastiano Galeati (ur. 8 lutego 1822 w Imoli, zm. 25 stycznia 1901 w Rawennie) – włoski duchowny katolicki, kardynał, Arcybiskup Rawenny.
Święcenia kapłańskie przyjął 21 września 1844 w Imoli. 4 sierpnia 1881 został wybrany biskupem  Macerata-Tolentino. 14 sierpnia 1881 w Rzymie przyjął sakrę z rąk kardynała Raffaele Monaco La Valletty (współkonsekratorami byli arcybiskup Giulio Lenti i biskup Francesco Marinelli). 23 maja 1887 objął stolicę metropolitalną w Rawennie, na której pozostał już do śmierci. 23 czerwca 1890 Leon XIII wyniósł go do godności kardynalskiej. 